# ТЭМ28
Тепловоз ТЭМ28 — тепловоз маневровый, с электрической передачей переменно-постоянного тока, с осевой формулой 3О−3О.
Первый тепловоз ТЭМ28-001 был построен Брянским машиностроительным заводом в апреле 2016 года, в конце месяца он был показан руководству Трансмашхолдинга. После презентации тепловоз был отправлен в депо Пенза-1 на сертификационные испытания, которые были успешно завершены в ноябре 2016 года. После завершения сертификации планируется начать производство установочной партии. ТЭМ28-002 приписан к депо Пенза-I
По заверению производителя, новый тепловоз обладает высокими экономическими и экологическими характеристиками, что делает стоимость его техобслуживания ниже, чем у эксплуатируемых в настоящее время аналогов. В будущем возможен серийный выпуск этих локомотивов наряду с тепловозами ТЭМ18ДМ для замены устаревшего парка маневровых тепловозов.

## Технические параметры
Основные технические параметры тепловоза:
- Длина тепловоза — 16900 мм
- Высота тепловоза по верхней части — 5055 мм
- Мощность дизеля — 895 кВт (1217 л. с.)
- Служебная масса (при 2/3 запаса топлива и песка) — 126 т
- Статическая нагрузка от оси колесной пары на рельсы — 206 кН (21 тс)
- Осевая формула — 3О−3О
- Сила тяги при трогании с места — 367 кН (37,42 тс)
- Сила тяги длительного режима — 323,6 кН (33 тс)
- Скорость длительного режима — 7,77 км/ч
- Скорость конструкционная — 100 км/ч
- Минимальный радиус проходимых кривых — 80 м
- Срок службы — 36 лет

## Конструкция

### Кузов
Тепловоз имеет кузов капотного типа с боковыми наружными проходами и асимметрично расположенной панорамной кабиной между двумя капотами. Как и других маневровых тепловозов, капоты с оборудованием сужены по сравнению с шириной рамы и по бокам от них имеются два прохода к кабине, а полную ширину рамы занимает только кабина управления. По торцам рамы локомотива установлены автосцепки СА-3 с ударно-поглощающими аппаратами, при этом основная часть рамы расположена выше их уровня. Рама опирается на две тележки, между которыми к ней снизу подвешен топливный бак. Расстояние между шкворнями тележек составляет 8800 мм.
Кабина по конструкции схожа с кабиной модернизированного тепловоза ТЭМ2УГМК. Она имеет панорамное остекление со всех сторон, при этом основная часть кузова по высоте располагается ниже уровня торцевых стёкол кабины, что позволяет машинисту иметь удобный обзор. Двери в кабину расположены в торцевых частях с левой стороны относительно вида из кабины, центральную и правую часть торцов кабины занимают 2 стекла, которые расположены несколько выше боковых. Сами двери также имеют по два расположенных друг над другом стекла. Торцевые и боковые стенки у кабины прямые, крыша кабины по бокам имеет небольшие наклонные скаты.

Тепловоз имеет с каждого торца по два небольших светодиодные буферных фонаря округлой формы на уровне рамы и одному круглому светодиодному прожектору, вынесенный над капотом.

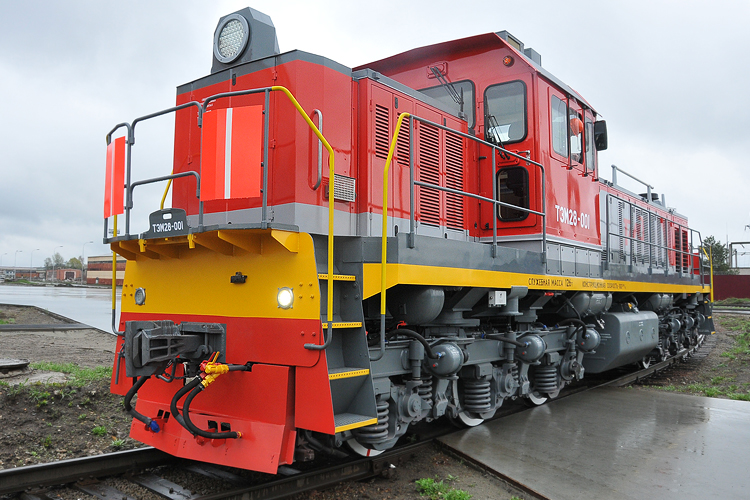
Вид со стороны кабины
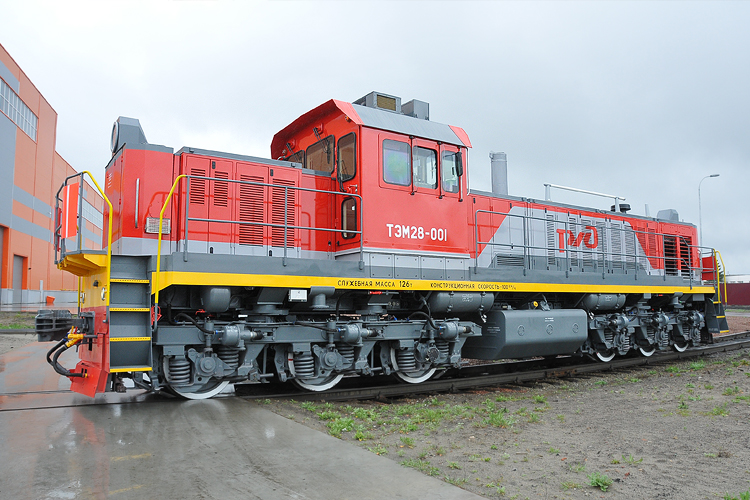
Вид сбоку
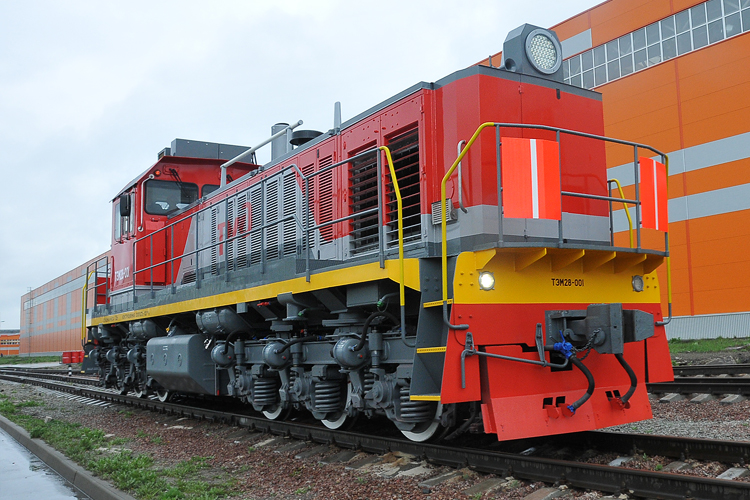
Вид со стороны дизель-генераторной установки

### Тележки
Тепловоз имеет две трёхосные тележки. Каждая тележка состоит из трёх колёсно-моторных блоков с моторно-осевыми подшипниками качения, что позволяет экономить масло и тем самым снизить стоимость и частоту техобслуживания. Каждая ось имеет индивидуальный привод от своего тягового электродвигателя. Расстояние между серединами соседних осей тележки составляет 1850 мм, нагрузка на ось — 21 т.с.

### Оборудование
Оборудование тепловоза состоит из пяти основных модулей: холодильной камеры, дизель-генераторной установки, электрического оборудования, кабины машиниста, тормозного оборудования. Модульная конструкция позволит оперативно заменить неисправный модуль на исправный вместо продолжительного ремонта в условиях депо, что позволяет сократить время простоя тепловоза, а также предоставляет возможность отправлять неисправные модули для починки на завод.
На тепловозе установлен дизель Cummins QST30-L2, аналогичный применяемому на ТЭМ2УГМК. Двигатель 4-тактный, 12-цилиндровый, V-образный, с газотурбинным наддувом и промежуточным охлаждением наддувочного воздуха. Он оснащён электронной системой управления, все основные элементы которой установлены непосредственно на двигателе, а также системами предпускового подогрева теплоносителей. Дизель развивает мощность 895 кВт (1217 л.с) при частоте вращения коленчатого вала 1800 об/мин. Рабочий объем дизеля — 30,5 литров, диаметр цилиндров — 140 мм, ход поршней — 165 мм. Частота вращения коленчатого вала на холостом ходу — 650 об/мин. Масса дизеля — 3555 кг. По расчётам характеристики дизеля позволяют тепловозу на 50 % увеличить вес поездов при манёврах в парках и на горках по сравнению с массово выпускаемыми отечественными маневровыми тепловозами. Также расход топлива у нового дизеля при работе в зависимости от режима снижен на уровне от 30 до 50 %, при холостом ходу — до 45 %.

### Интерьер кабины
Кабина машиниста оснащена двумя пультами управления, расположенными с правой стороны относительно направления движения. Основной пульт управления расположен со стороны большого капота; пульт со стороны малого капота имеет меньшее число приборов. Вход в кабину осуществляется через торцевые двери в левой части. В потолочной части кабины установлен кондиционер.

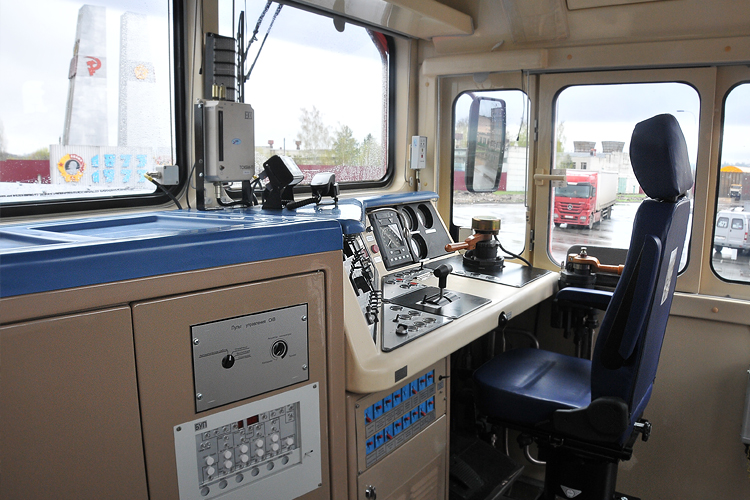
Кабина со стороны большого капота
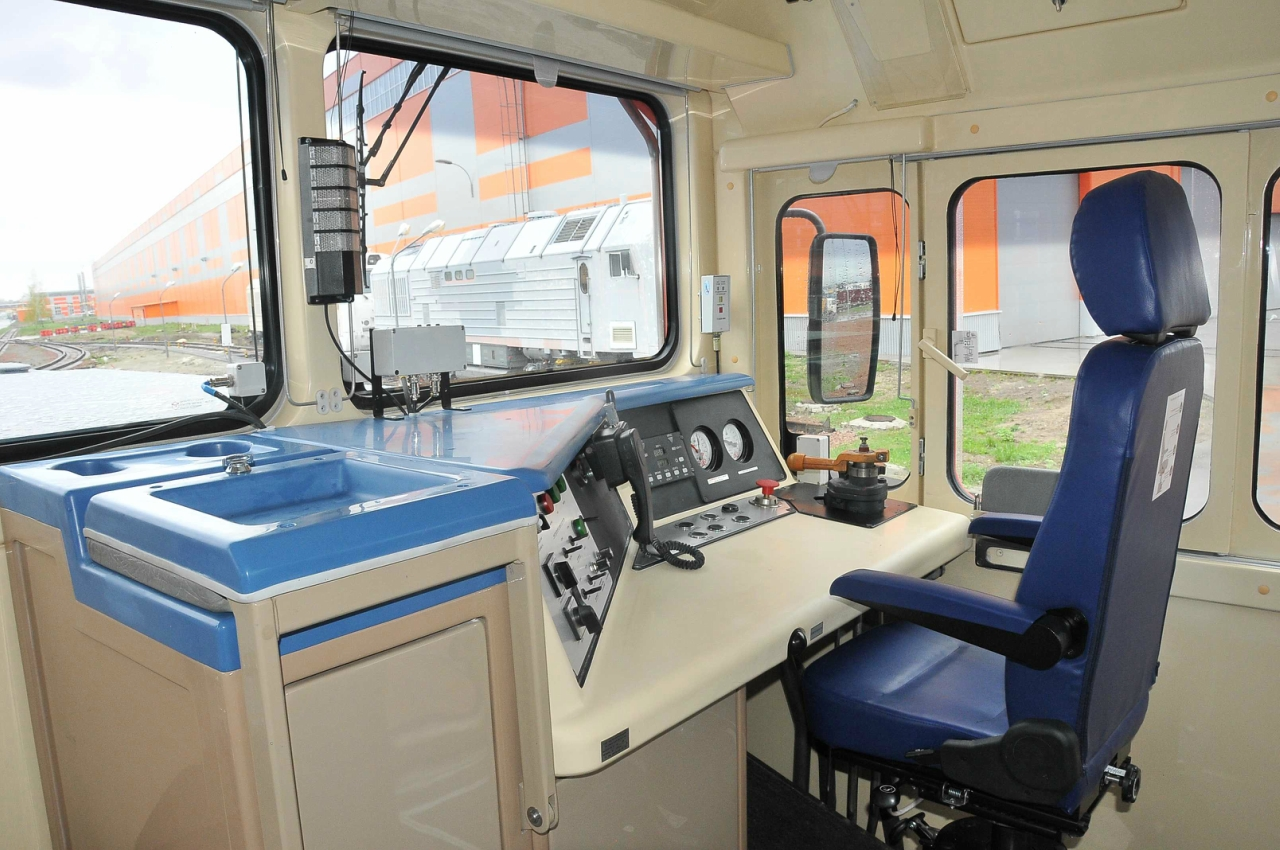
Кабина со стороны малого капота
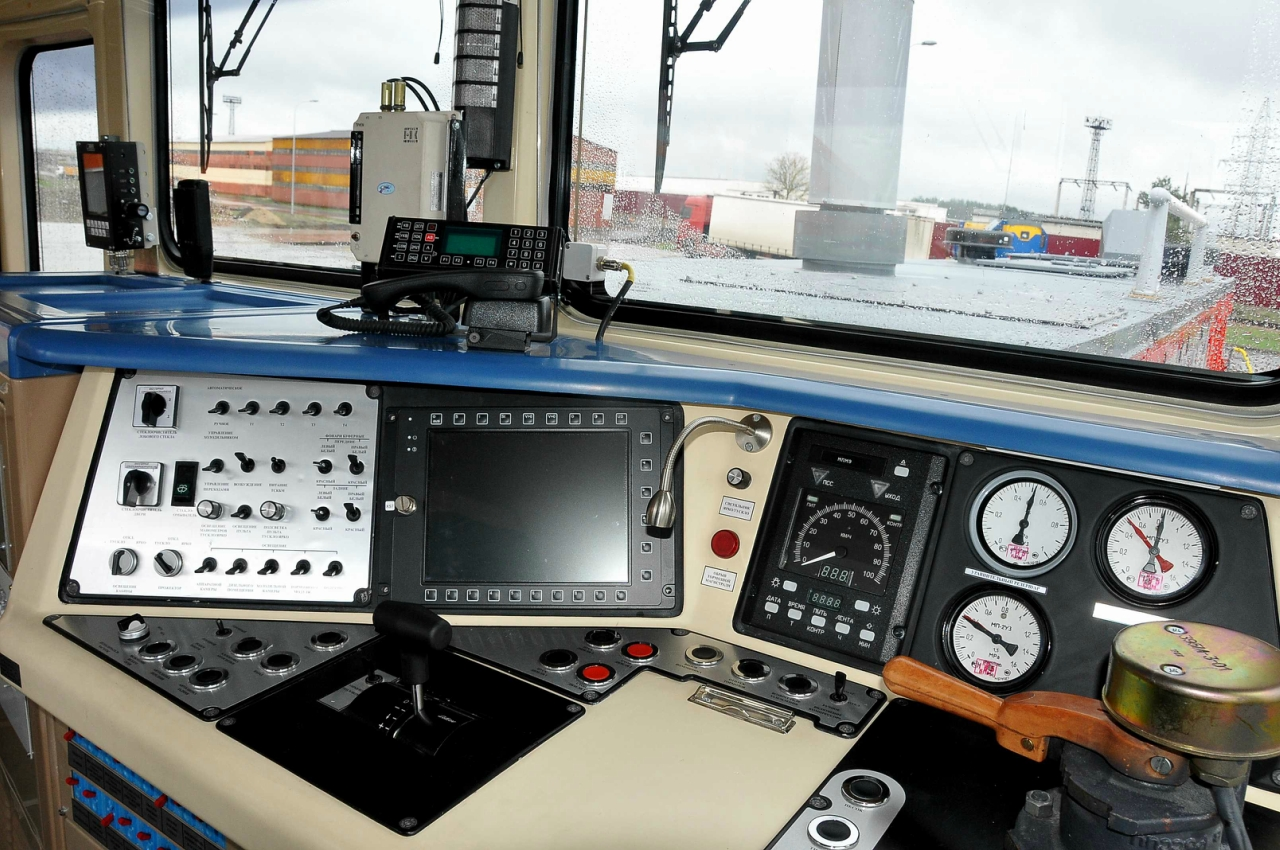
Основной пульт управления со стороны большого капота